# Sternenfels

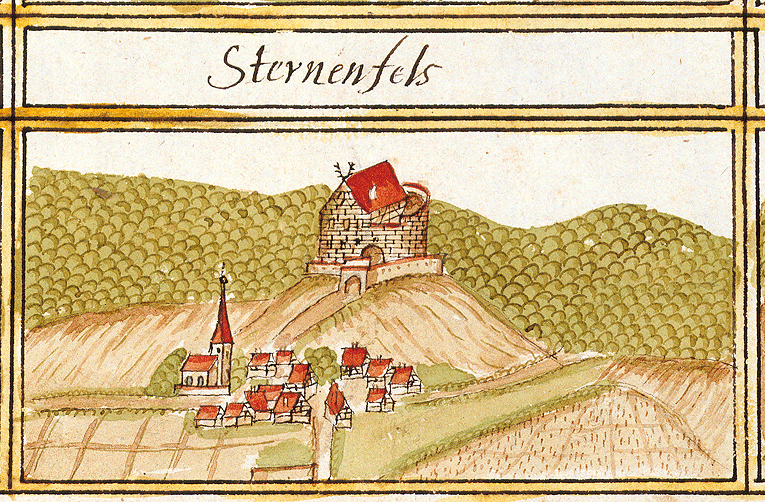
Sternenfels im Forstlagerbuch 1682 von Andreas Kieser

Sternenfels ist die nördlichste Gemeinde des Enzkreises in Baden-Württemberg. Sie liegt zwischen Kraichgau und Stromberg ca. 20 km Luftlinie in nordöstlicher Richtung von der Kreisstadt Pforzheim entfernt.
Sternenfels ist und war aufgrund seiner besonderen exponierten Lage und Umgebung wie auch der besonderen Verbundenheit der Sternenfelser mit ihrer Gemeinde Gegenstand etlicher kommunalpolitischer Studien und Untersuchungen – unter anderem im Bereich Dorfentwicklung zur Modellplanung Holländere, im Bereich Beschäftigungskonzepte für den ländlichen Raum bzw. anhand der sogenannten Sternenfels-Umfrage zur Telearbeit.
In und für Baden-Württemberg wurde Sternenfels bei der EXPO 2000 und etlichen Kongressen auch auf europäischer Ebene als Musterbeispiel zur Planung im ländlichen Raum angeführt.

## Geographie

### Geographische Lage
Sternenfels liegt am westlichen Ausläufer der durch eine Reliefumkehr geprägten, ost-westwärts verlaufenden Strombergschüssel. Durch Sternenfels verläuft die Wasserscheide zwischen Rhein und Neckar im Übergangsbereich zwischen Kraichgau und Stromberg. Im Ortsteil Diefenbach liegt die Quelle der Metter, die sich über die Enz in den Neckar entwässert, in Sternenfels die des Kraichbaches, der direkt in den Rhein mündet.
Landwirtschaft war mit Ausnahme des Weinbaus in Sternenfels und dem Teilort Diefenbach eher untergeordnet. Wichtig war die frühe Industrialisierung, die in den lokalen Steinbrüchen und in der Herstellung von Stubensand, einem früher sehr gebräuchlichen Putz- und Scheuermittel, einsetzte. Bekannt war Sternenfels auch für die Korbmacherei. Sternenfels ist bis heute ein industriell geprägtes Dorf; viele Einwohner sind als Nebenerwerbslandwirte tätig.
Die Zentralität und Herrschaftsfunktion durch die frühere Burg der Herren von Sternenfels ist in der Anlage des Ortes nach wie vor spürbar.
Die exponierte Lage – auch erkenntlich an der Lage und am Aufeinandertreffen der vier Landkreise (Karlsruhe, Heilbronn, Ludwigsburg und Enzkreis) – prädestinierte Sternenfels später auch als regionalen Ausflugsort mit mehreren Brauereien und Gaststätten und Ausgangspunkt von Wanderrouten. Sternenfels liegt an der Württemberger Weinstraße, die von Weikersheim nach Metzingen führt.

Wappen Diefenbachs

Die Nachbargemeinden von Sternenfels im Uhrzeigersinn sind, beginnend im Westen: Knittlingen (Enzkreis), Oberderdingen, Kürnbach (beide Landkreis Karlsruhe), Zaberfeld (Landkreis Heilbronn), Sachsenheim, Vaihingen an der Enz (beide Landkreis Ludwigsburg), Illingen und Maulbronn (beide Enzkreis).

### Gemeindegliederung
Zur Gemeinde Sternenfels gehört seit der Gemeindereform in den 1970er Jahren die ehemals selbständige Gemeinde Diefenbach mit dem Weiler Füllmenbacher Hof und den Höfen Burrainhof und Mettenbacher Mühle. Im Gebiet der früheren Gemeinde Sternenfels liegt die Wüstung Waldbruderhütte.

## Geschichte

### Geschichtlicher Überblick

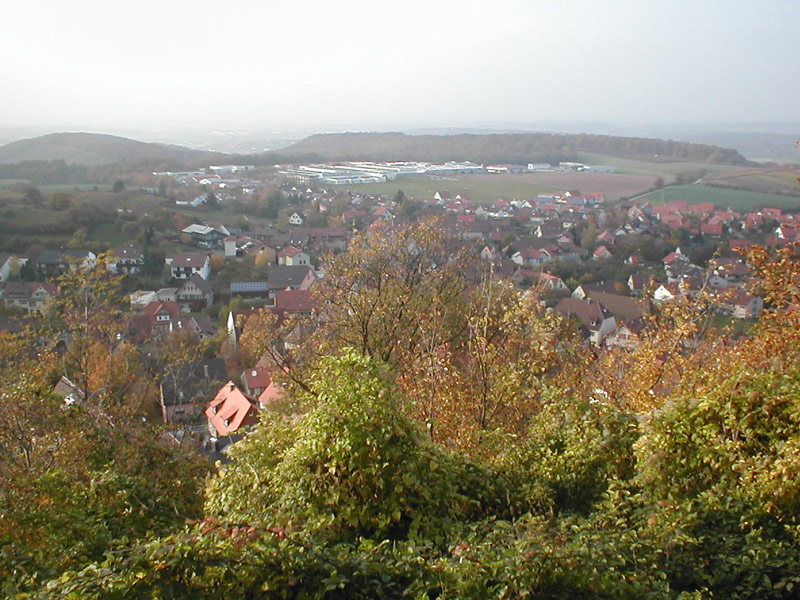
Blick vom Schlossberg über Sternenfels

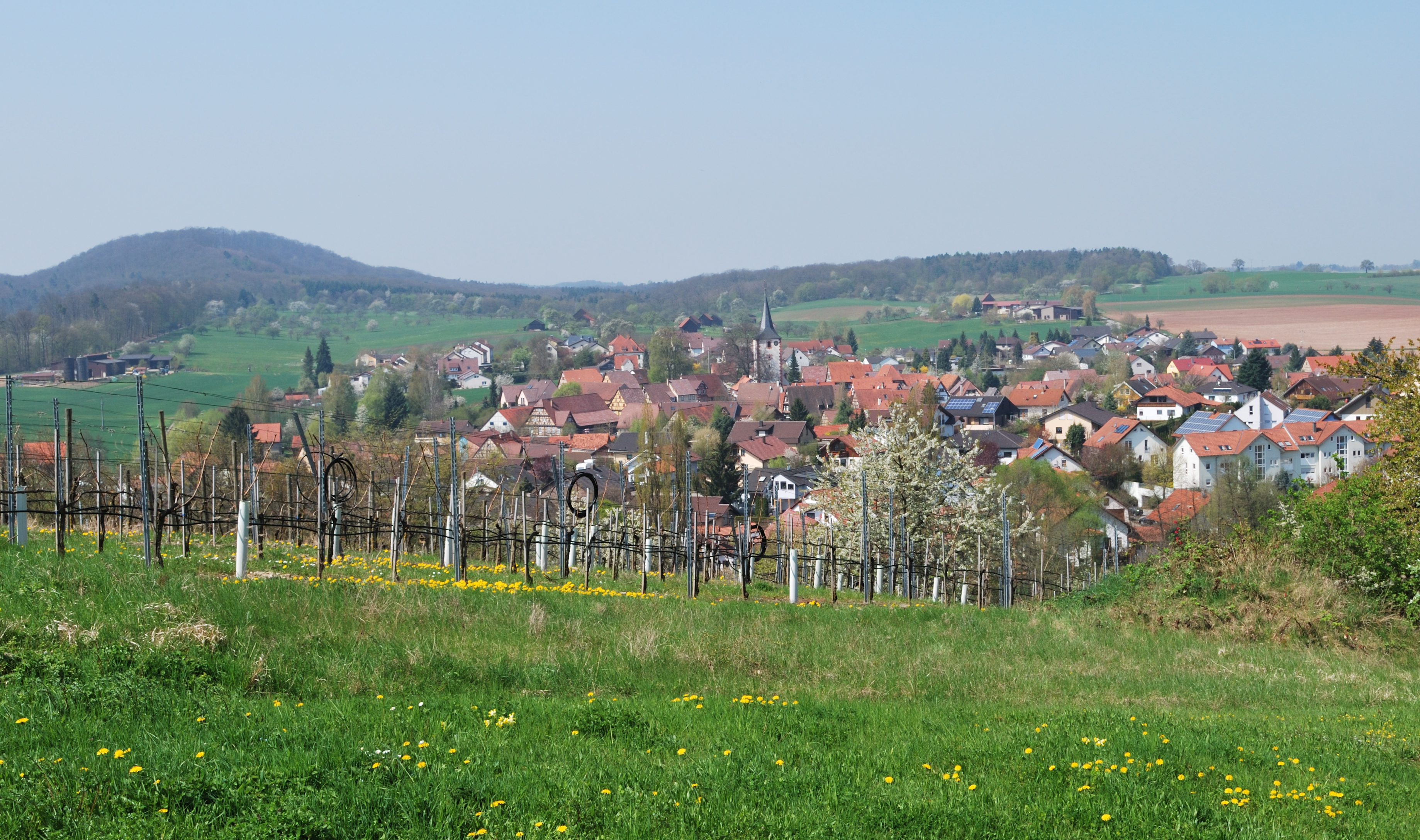
Blick auf Diefenbach

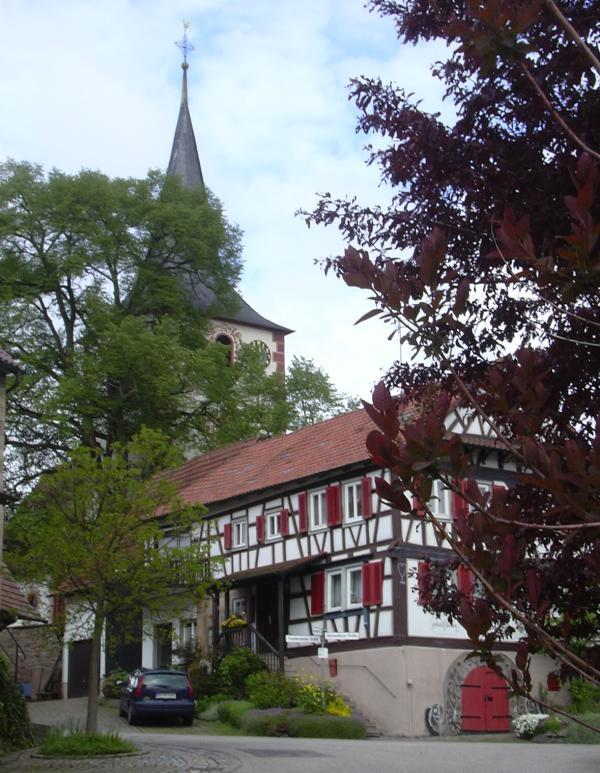
Ortsbild von Diefenbach

In Sternenfels bestand seit dem Hochmittelalter die Burg Sternenfels der Herren von Kürnbach, die diese zu ihrem Stammsitz machten und sich fortan Herren von Sternenfels nannten. Der bei Sternenfels anstehende weiße Stubensandstein wurde bereits als Baumaterial für den Bau der Burg abgebaut und feinere Qualitäten im benachbarten Häfnerhaslach für die Häfner- bzw. Töpferei verwandt. In Sternenfels waren die Steinbrüche wichtiger Erwerbszweig der Bewohner des unter der Burg liegenden Weilers. Sternenfels kam im Laufe des 14. Jahrhunderts an Württemberg. Im Dreißigjährigen Krieg wurde der Ort verwüstet und lag danach für einige Zeit brach. Gegen Ende des 17. Jahrhunderts wurden einige der Wälle und Gräben der Eppinger Linien in und um Sternenfels errichtet. Die Burg wurde 1778 abgetragen.
In der Mitte des 18. Jahrhunderts entwickelte sich ein eigener Erwerbszweig, der Sandbau, bei dem Sandstein zu Scheuersand zermahlen wurde. Um 1860 bestanden rund 35 Sandmühlen in Sternenfels und viele Sternenfelser arbeiteten als Sandbauern. Der Gemeindewald auf dem Sandberg litt sehr unter dem exzessiven Steinabbau, so dass um 1920 die Abfuhr von Stubensandstein untersagt wurde. Gleichzeitig sank aufgrund veränderter Bodenbeläge und Putzmaterialien auch die Nachfrage nach Stubensand, so dass die letzte Sandmühle 1935 schloss. Der Stubensandstein ist in geringem Maße goldhöffig, was u. a. von Christopher Bechtler versucht wurde auszunutzen. Der aus Pforzheim stammende Bechtler war 1818 mit einem Goldwaschversuch in Sternenfels nicht sehr erfolgreich gewesen, wurde aber während des Goldrausches in den USA zum Millionär mit eigenem Münzrecht und prägte unter anderem die ersten Golddollars.
Die wichtige Rolle der Industrie machte sich auch politisch bemerkbar, in Sternenfels wurde bereits 1875 der sogenannte Sternenfelser Arbeiterverein gegründet, auf dessen Tradition sich die lokale SPD heute noch beruft – und bei Wahlen regelmäßig Ergebnisse um 50 % erzielt, was in Baden-Württemberg wie in der Umgebung außergewöhnlich ist.
Während der Bismarckschen Sozialistengesetze wie auch während des Dritten Reiches wichen Sternenfelser, die unter ihrem Ruf als „Rotem Dorf“ zu leiden hatten, in unpolitischere Vereine wie den Volkschor und den Badverein aus. In den letzten freien Reichstagswahlen erzielte 1932 die SPD 33,7 %, die KPD 45 % und die NSDAP 15,2 %. Eine gemeinsame Liste von SPD und KPD kam niemals zustande. Die SPD in Sternenfels versuchte schon 1922 bei den örtlichen Bauern und Weingärtnern Stimmen zu gewinnen. Nach dem Krieg erzielten in den ersten freien Kommunalwahlen 1947 die SPD 4 Sitze im Gemeinderat, die KPD 3 und die Freien Wähler 5.

### Verwaltungszugehörigkeit
Sternenfels wurde ursprünglich vom altwürttembergischen Amt Güglingen aus verwaltet. Nach der Gründung des Königreichs Württemberg gehörte der Ort ab 1816 zum Oberamt Maulbronn und nach 1938 zum Landkreis Vaihingen. Nach dem Zweiten Weltkrieg gelangte Sternenfels ins Nachkriegsland Württemberg-Baden, das 1945 in der Amerikanischen Besatzungszone gegründet worden war. 1952 kam die Gemeinde zum neuen Bundesland Baden-Württemberg. Seit der Kreisreform von 1973 ist Sternenfels Teil des Enzkreises. Die heutige Gemeinde entstand am 1. Januar 1974 durch Vereinigung der beiden Gemeinden Sternenfels und Diefenbach.

### Religion
Die evangelische Gesamtkirchengemeinde Sternenfels besteht aus den beiden Kirchengemeinden Sternenfels und Diefenbach und gehört zum Kirchenbezirk Mühlacker der Württembergischen Landeskirche. In altwürttembergischer Zeit gehörte Sternenfels zur evangelischen Gemeinde in Kürnbach. Seit 1700 gibt es in Sternenfels eine Kirche und seit 1866 eine eigene evangelische Pfarrei. Diefenbach hatte schon vor der Reformation eine eigene Pfarrei. Die heutige evangelische Kirche in Diefenbach wurde 1621 neu erbaut. Die Katholiken in Sternenfels werden von der Kirchengemeinde St. Maria in Oberderdingen betreut, die Katholiken in Diefenbach von der Kirchengemeinde St. Bernhard in Maulbronn, welche beide zu einer Seelsorgeeinheit des katholischen Dekanats Mühlacker zählen.

## Politik

### Gemeinderat
Der Gemeinderat in Sternenfels besteht aus den 12 gewählten ehrenamtlichen Gemeinderäten und der Bürgermeisterin als Vorsitzende. Die Bürgermeisterin ist im Gemeinderat stimmberechtigt.
Die Kommunalwahl am 9. Juni 2024 führte zu folgendem Ergebnis.
| Parteien und Wählergemeinschaften | Parteien und Wählergemeinschaften       | % 2024  | Sitze 2024 | % 2019  | Sitze 2019 | Kommunalwahl 2024 %6050403020100 50,2618,3915,4515,90 FWLfSuDSPDLMUGewinne und Verlusteim Vergleich zu 2019 %p 16 14 12 10 8 6 4 2 0 −2 −4 −6 −8−10−12−14−16−18−2,04−16,94+3,08+15,90FWLfSuDSPDLMU |
| FW                                | Freie Wählervereinigung                 | 50,26   | 6          | 52,30   | 6          | Kommunalwahl 2024 %6050403020100 50,2618,3915,4515,90 FWLfSuDSPDLMUGewinne und Verlusteim Vergleich zu 2019 %p 16 14 12 10 8 6 4 2 0 −2 −4 −6 −8−10−12−14−16−18−2,04−16,94+3,08+15,90FWLfSuDSPDLMU |
| LfSuD                             | Liste für Sternenfels und Diefenbach    | 18,39   | 2          | 35,33   | 4          | Kommunalwahl 2024 %6050403020100 50,2618,3915,4515,90 FWLfSuDSPDLMUGewinne und Verlusteim Vergleich zu 2019 %p 16 14 12 10 8 6 4 2 0 −2 −4 −6 −8−10−12−14−16−18−2,04−16,94+3,08+15,90FWLfSuDSPDLMU |
| SPD                               | Sozialdemokratische Partei Deutschlands | 15,45   | 2          | 12,37   | 2          | Kommunalwahl 2024 %6050403020100 50,2618,3915,4515,90 FWLfSuDSPDLMUGewinne und Verlusteim Vergleich zu 2019 %p 16 14 12 10 8 6 4 2 0 −2 −4 −6 −8−10−12−14−16−18−2,04−16,94+3,08+15,90FWLfSuDSPDLMU |
| LMU                               | Liste Mensch und Umwelt                 | 15,90   | 2          | –       | –          | Kommunalwahl 2024 %6050403020100 50,2618,3915,4515,90 FWLfSuDSPDLMUGewinne und Verlusteim Vergleich zu 2019 %p 16 14 12 10 8 6 4 2 0 −2 −4 −6 −8−10−12−14−16−18−2,04−16,94+3,08+15,90FWLfSuDSPDLMU |
| gesamt                            | gesamt                                  | 100,0   | 12         | 100,0   | 12         | Kommunalwahl 2024 %6050403020100 50,2618,3915,4515,90 FWLfSuDSPDLMUGewinne und Verlusteim Vergleich zu 2019 %p 16 14 12 10 8 6 4 2 0 −2 −4 −6 −8−10−12−14−16−18−2,04−16,94+3,08+15,90FWLfSuDSPDLMU |
| Wahlbeteiligung                   | Wahlbeteiligung                         | 70,62 % | 70,62 %    | 69,44 % | 69,44 %    | Kommunalwahl 2024 %6050403020100 50,2618,3915,4515,90 FWLfSuDSPDLMUGewinne und Verlusteim Vergleich zu 2019 %p 16 14 12 10 8 6 4 2 0 −2 −4 −6 −8−10−12−14−16−18−2,04−16,94+3,08+15,90FWLfSuDSPDLMU |

### Bürgermeister
- 1970–1974: Horst Jung
- 1974–2006: Helmut Wagner
- 2006–2015: Sigrid Hornauer
- 2015–2020: Werner Weber
- ab 2020: Antonia Walch

### Städtepartnerschaften
- Nöbdenitz (Ortsteil der Stadt Schmölln, Thüringen)

## Kultur und Sehenswürdigkeiten

### Bauwerke und Besonderheiten

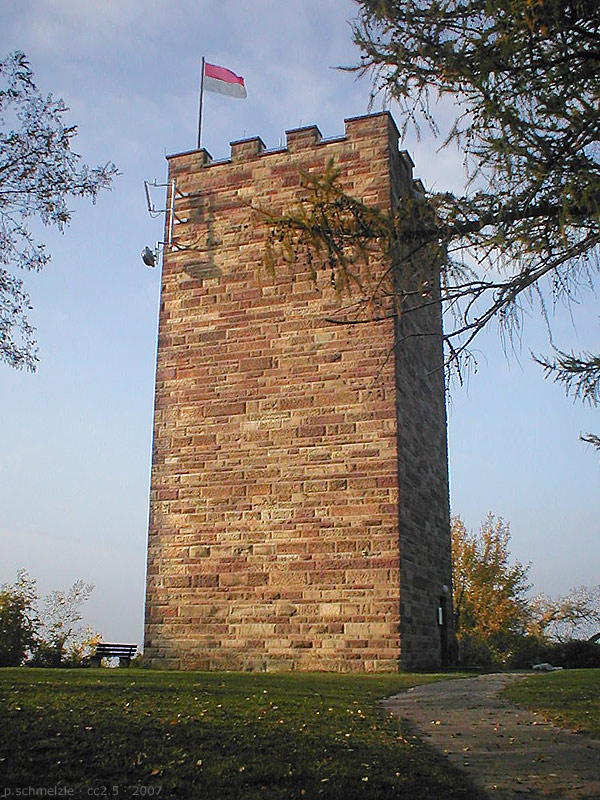
Wasserturm von Sternenfels

- Der Schlossbergturm, ein 14 Meter hoher Wasser- und Aussichtsturm in Sternenfels hat ein Fassungsvermögen von 150 Kubikmeter Wasser und wurde 1967 auf dem 375,4 m[11] hohen Schlossberg im Stile eines Bergfrieds erbaut.[12] Im Turm befindet sich auch eine Ausstellung zur Geschichte der Herren von Sternenfels und zur Geologie vom Stromberg und Heuchelberg.
- Die evangelische Michaelskirche in Sternenfels[13] wurde zu Beginn des 18. Jahrhunderts wohl als Holzkirche erbaut, die aber bereits 1750 baufällig war und 1751 durch einen steinernen Neubau mit Nordostturm und Südwestchor ersetzt wurde. Seit der Kirchenrenovierung von 1964 sind zwei Fenster durch Stiftungen der Familie Sternenfels mit dem Sternenfelser Wappen und der Lutherrose gestaltet. Das große Chorfenster zum Thema „Abendmahl – Jesus lädt alle ein“ wurde entworfen von dem vorwiegend in Norddeutschland tätigen Künstler Elmar Lindner. Seit 1964 trägt die Kirche im Anklang an die mittelalterliche Michaelskapelle unterhalb des Schlosses  den Namen Michaelskirche.
- Die evangelische Heilig-Kreuz-Kirche in Diefenbach[14] wurde 1621 auf Anordnung des württembergischen Herzogs Johann Friedrich und des Klosters Maulbronn nach Plänen von Heinrich Schickhardt nach Norden und Westen und durch Einbau einer großen Westempore als Querkirche mit einfachem Hängewerk-Dachstuhl praktisch neu erbaut, nur der frühgotische Turm mit Chorgewölbe auf romanischem Fundament und die Südwand blieben bestehen. Das Gestühl wurde auf die Kanzel an der neuen Nordwand ausgerichtet und die Kirche im Renaissance-Stil innen wie außen mit entsprechendem Rollwerk um Fenster und Türen und am Turm, sieben erhaltenen Wandgemälden von ursprünglich zwölf Aposteln sowie einer kunstvoll bearbeiteten Steinsäule als Mittelstütze der Westempore gestaltet. Um weitere Sitzplätze zu schaffen, wurde 1771 eine neue Kanzel im bäuerlichen Barockstil auf die Südwand gesetzt, die nun freie Nordwand und der Chor mit Emporen sowie der Chor mit Parterre-Gestühl und nach Entfernen des gotischen Gewölbes mit einer Orgelempore ausgestattet, wodurch der Querkirchen-Charakter noch deutlicher zum Ausdruck kam. Die Renovierung 1968 unter Architekt Walter Schink aus Stuttgart machte diese Einbauten rückgängig und versetzte die Kanzel an ihren heutigen Platz am Chorbogen und die Orgel auf dessen andere Seite. 1934 schuf der Künstler Adolf Hess (1893–1953) aus Bietigheim-Bissingen mit der Glasmalerwerkstatt Saile in Stuttgart zwei farbige Fenster („Auferstehung“ im Ostfenster des Turm, „Geburt Christi“ ursprünglich im Westfenster, seit der Renovierung 1968 im Chor-Südfenster).
- Das bereits 1939 erbaute Sternenfelser Freibad ist eine Besonderheit in einer so kleinen Gemeinde und gilt aufgrund seiner landschaftlichen Einbindung als eines der schönsten Freibäder im Landkreis. Der 1969 gegründete Freibadverein Sternenfels ist mit über sechshundert Mitgliedern einer der wichtigsten Vereine bzw. Bürgerinitiativen am Ort und sorgte in den Folgejahren für eine grundlegende Erneuerung. Die Mitglieder teilen sich noch heute die Badeaufsicht.
- Typisch für die Bereitschaft zu so ungewöhnlichen wie schwäbisch-sparsamen kommunalen Lösungen in Sternenfels ist die sowohl für Sport wie auch als Einsegnungshalle bei Totenfeiern genutzte echte Mehrzweckhalle in der Nähe von Kraichquelle, Friedhof und Freibad.
- Das neugebaute Gemeindezentrum ist nach dem pietistischen Prediger und frühen SPD-Landtagsabgeordneten Christoph Blumhardt benannt.

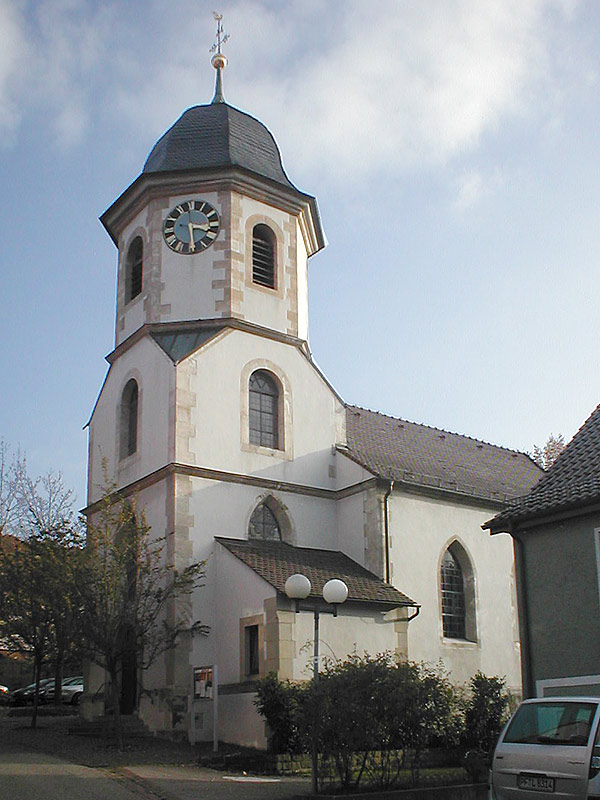
Ev. Michaelskirche Sternenfels
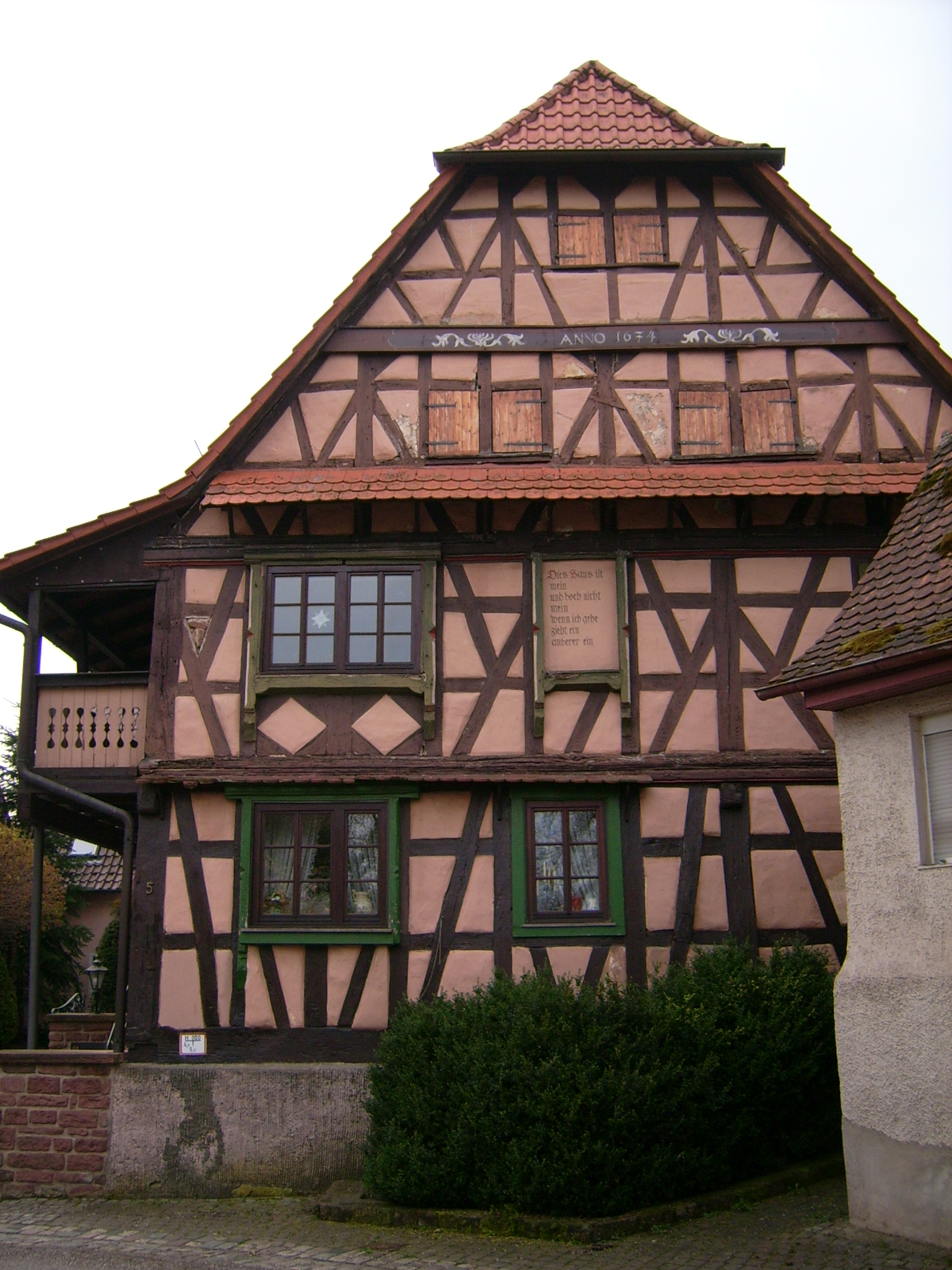
Fachwerkhaus von 1674 in Diefenbach

### Bildung
Neben der staatlichen Grundschule Sternenfels besteht die Freie Schule Diefenbach (als Grund-, Haupt- und Realschule), die auf Rudolf Steiners Pädagogik basiert.

## Persönlichkeiten
- August Schmidt (1840–1929), Geophysiker und Meteorologe
- Friedrich Veit (1871–1913), Dialektforscher
- Rudolf Stahlecker (1898–1977), Geologe und Wirbeltierpaläontologe, Bruder von Franz Walter Stahlecker
- Franz Walter Stahlecker (1900–1942), Jurist, Polizist und SS-Führer, Massenmörder, geboren in Sternenfels
- Horst Krautter (1933–1996), Verwaltungsexperte und Kommunalpolitiker
- Walther Specht (1938–2021), Sozialpädagoge, Hochschullehrer und Funktionsträger im Diakonischen Werk, in Diefenbach geboren